# Lithophyllon ranjithi
Lithophyllon ranjithi is een rifkoralensoort uit de familie van de Fungiidae. De wetenschappelijke naam van de soort is voor het eerst geldig gepubliceerd in 2003 door Ditlev.